# ATC代码 (V01)
ATC代码V01（过敏原）是解剖学治疗学及化学分类系统的一个药物分组，这是由世界卫生组织药物统计方法整合中心所制定的药品及其它医用产品的官方分类系统。分组V01是V其它的一部分。
兽用代码（ATCvet码）可以在人用ATC代码前加Q字母：QV01等。
国家ATC分类可能包括列表中没有的其它分类，列表为世界卫生组织（WHO）版本。

## V01A 过敏原（Allergens）

### V01AA 过敏原提取物（Allergen extracts）
V01AA01 羽毛（Feather）
V01AA02 草本植物花粉（Grass pollen）
V01AA03 屋尘螨（house dust mites）
V01AA04 霉菌和酵母菌（Mould fungus and yeast fungus）
V01AA05 木本植物花粉（Tree pollen）
V01AA07 昆虫（Insects）
V01AA08 食物（Food）
V01AA09 纺织品（Textiles）
V01AA10 花卉（Flowers）
V01AA11 动物（Animals）
V01AA20 杂类（Various）